# Про безмежність, Всесвіт і світи
Про безмежність, Всесвіт і світи (італ. De l'infinito, universo e mondi) — третій філософський діалог, який Джордано Бруно опублікував у Лондоні в 1584 році, закриваючи цикл лондонських космологічних діалогів, розпочатий «Бенкетом на попелі» і продовжений діалогом «Про причину, початок і єдине». Розвиваючи теми попередніх двох діалогів, зв'язок між іманентним Богом і нескінченним Всесвітом, з одного боку, і відмінність між ролями теології та філософії, з іншого, «Про безмежність» служить остаточною точкою розриву думки філософа як з арістотелівською доктриною, так і з християнством.

## Загальні відомості
Присвячений французькому послу в Англії Мішелю де Кастельно, твір «Про безмежність» складається з п'яти діалогів, яким передує присвята («proemiale epistola»), в яку Бруно вставляє три вірші. Головні герої — Філотео, який, як і в попередніх діалогах, передає голос автору; Фракастріо, лікар, реальний персонаж; Буркіо, перипатетик, вигаданий персонаж; Ельпіно, молодий студент, який виступає співрозмовником Філотео; Альбертіно, який з'являється лише в останньому діалозі й, можливо, є реальним персонажем і ототожнюється з Джероламо Альбертіно.

## Текст
У першому діалозі автор різними аргументами демонструє нескінченність Всесвіту, головну тему твору. У ті часи вважали, що Всесвіт має скінченні розміри, Земля лежить у його центрі, інші планети та Сонце обертаються на сферах навколо неї, а нерухомі зорі перебувають на поверхні останньої сфери. Це система Птолемея, яку вважали істинною католицька церква й більшість натурфілософів. Система Коперника була запропонована лише нещодавно, але вона теж, хоча й поміщала Сонце в центр, припускала скінченність розмірів Всесвіту. Бруно, однак, пропонує інше бачення Всесвіту, — нескінченного і з нескінченною кількістю населених світів, яке було розроблено кардиналом Ніколою Кузанським у його праці «Про вчене незнання» (1440).
У другому діалозі Бруно захищається від можливої критики його теорії з боку опонентів. У третій частині філософ критику концепцію зовнішнього нерухомого першорушія, з яким можна пов'язати першопричину руху тіл у Всесвіті, а також концепцію сфер Птолемеєвої системи, які не мають підстав існувати в нескінченному просторі. Четвертий діалог стосується питань про можливість існування інших світів у цьому нескінченному Всесвіті. В останньому діалозі присутній Альбертіно, більш підготовлений супротивник, ніж Бурчіо, який висуває нові заперечення, але врешті змушений погодитись з Філотео.

### Перший діалог

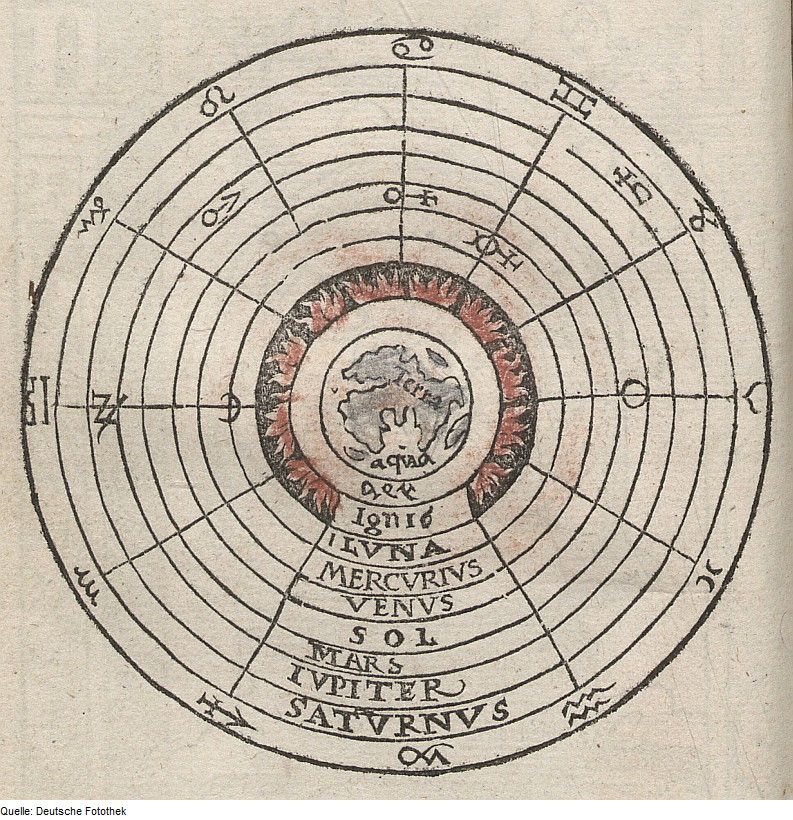
Геоцентрична система в ілюстрації Йоганна Гонтеруса, 1552 («Ця жалюгідна фантазія про фігури, сфери й різні небеса»)

Бруно підходить до демонстрації нескінченності Всесвіту з двох точок зору, логічної та теологічної. Філософ запитує: якби Всесвіт був скінченним, у чому б він містився? «Сам у собі», відповів би Арістотель; але Бруно заперечує, що якби це було так, Всесвіту не було б ніде, оскільки він не має нічого, що вміщує його, і тому він був би нічим: це було б «те, що неможливо знайти». Таким чином, філософ використовує те саме визначення місця, дане Арістотелем, щоб показати його суперечності: якщо місце є «межею вміщуючого тіла», то місце самого Всесвіту було б нічим, оскільки воно міститься в собі. З іншого боку, якби межа була реальною, а світ був сферичним, його опуклість межувала б з увігнутістю, яка не могла б ніде розташуватися. І що заважає нам переступити цю межу? Тут автор наводить приклад стріли, який навів римський поет і філософ Лукрецій у своїй праці «Про природу речей». Він розмірковував, що може заблокувати гіпотетичну стрілу, випущену за межі Всесвіту, і дійшов висновку, що це не може бути небуття, бо небуття як таке нічого не може зробити. Тому логічно неможливо уявити скінченний і самодостатній Всесвіт.
Повертаючись до того, що вже було написано в діалогу «Про причину, початок і єдине», якщо Бог нескінченний і є причиною Всесвіту, то як нескінченна сутність могла б спричинити скінченний наслідок, «адже кожна скінченна річ у порівнянні з нескінченним — ніщо»? Або Бог обмежений — що було б абсурдом, — або Його нескінченна могутність виявляється у скінченному акті; але для Бруно могутність і акт — це одне й те саме в Бозі: «інакше принижується природа й гідність того, хто може творити, і того, хто може бути створений».

### Другий діалог
Як Всесвіт нескінченний, то він нерухомий. Бруно цитує «Про небо» Арістотеля, де він хоче продемонструвати, що завдяки круговому руху неба ми можемо зробити висновок, що саме небо є сферичним і, отже, скінченним. Для Бруно це міркування є софізмом, а Арістотель — «жебрак», який використовує протилежну тезу для підтримки своєї власної гіпотези. Для Бруно простір і Всесвіт — це одне й те саме, оскільки Всесвіт складається з матерії, і саме матерія визначає простір, тому Всесвіт, хоча й містить нескінченну кількість частин із скінченними розмірами, які підлягають «незліченним змінам», є «непорушним, незмінним, нетлінним».

### Третій діалог

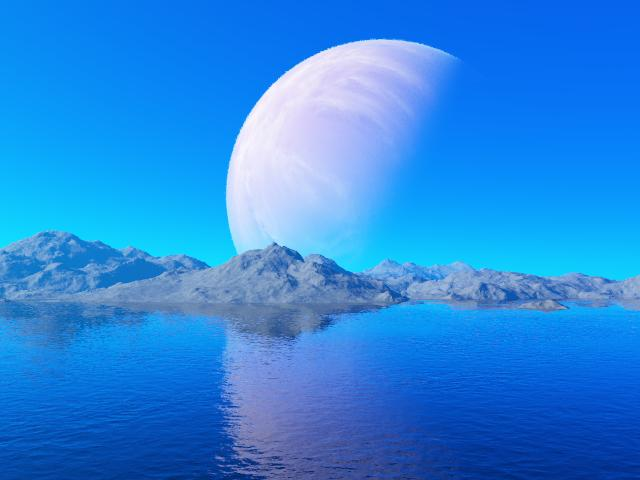
Екзопланет HD 28185 b та її супутник в уяві художника («є незліченна кількість нескінченних тіл, таких як Земля, Місяць і Сонце».)

Рух нашої планети та нескінченність Всесвіту дають підстави припустити, що кожна зоря й планета підпорядковуються своїм власним рухам. Усі «землі» мають «ті самі причини» руху, що й наша. Ці інші планети не видно, тому що вони або малі, або дуже далеко. Остання сфера, сфера тверді небесної, яка все ще зберігається в теорії Коперника, є «фантазією»: поза нею зорі простягаються без кінця, кожна зі своїми планетами. Але якщо існують інші планети, чи можуть вони бути населені так, як наша? У діалозі це питання ставить Буркіо; воно є логічно прийнятним наслідком на основі того, що щойно було сказано, але він формулює його як знущання. Відповідь — так, є й інші жителі, схожі на нас, якщо не «кращі».
І Бруно продовжує своє космологічне дослідження, уявляючи, що, якби ми були на іншому небесному тілі, ми б так само прийшли до висновку, що знаходимося в центрі Всесвіту. Все залежить від точки спостереження, і рух тіла можна сприйняти, «лише у певному порівнянні та співвіднесенні з чимось фіксованим».
Так само немає потреби припускати, що «божественний пульс якогось розуму» змушує тіла рухатися, їхній рух відбувається в силу внутрішнього принципу.

### Четвертий діалог
Після короткого викладення основних тез у попередніх діалогах, тепер Бруно прояснює деякі аспекти механічної природи, питання, які здебільшого стосуються співіснування цих світів у Всесвіті. Однією з проблем є вплив одного світу на інший. У той час, як для Арістотеля цей аргумент показав би абсурдність існування інших світів, оскільки кожен з чотирьох складових елементів матерії прагне зберегти своє природне місце в космічному порядку, для Бруно складові частини світів, дотримуючись «внутрішнього рушійного принципу», натомість підлягали б тому руху, який їм найзручніший. Таким чином, кожен світ цілком може існувати зі своїми внутрішніми рухами без будь-якого впливу від інших світів, якщо вони не настільки близькі, щоб частина одного була близькою до іншого.
Ще одна тема, до якої тут звертається Бруно, — це комети, які на той час вважалися метеорологічним явищем. Бруно відкидає цей висновок, схиляючись до гіпотези про те, що комети подібні до «видів зір».

### П'ятий діалог
Перше, що запитує Альбертіно, новий співрозмовник, — звідки походять ці новації: чи є вони плодом новаторської думки, чи ні. Ельпіно відповідає, що «це стародавні речі, які повертаються, це приховані істини, які відкриваються». Він посилається на думку тих стародавніх філософів і мудреців, яких часто не беруть до уваги коментатори Арістотеля, оскільки для них те, що проігнорував Арістотель, «не може бути пізнаним». Філофей відповідає, що такою була його позиція, коли він був молодим і присвятив себе вивченню текстів Арістотеля, але тепер усе змінилося. Бруно в усьому творі цитує Демокріта («хто розумів краще»), Епікура («який найвідкритішими очима споглядали природу»), Геракліта («той мудрець, який сказав, що Бог приносить мир у суперечливі вищі речі»), Лукреція (у діалозі процитовані деякі уривки з його поеми «Про природу речей»).
Далі Альбертіно пропонує тринадцять нових запитань, тринадцять проблем, на які Філотео дає відповіді, які зрештою переконують Альбертіно, який з великим ентузіазмом закликає філософа продовжувати ще сміливіше викорінювати помилкові переконання, не зважаючи на думку грубих, дурних і заздрісних людей, «з тією метою, щоб з допомогою світла таких міркувань ми більш впевненими кроками просувалися до пізнання природи».